# Marco Antonio Foscolo
Marco Antonio Foscolo (Φώσκολος, Fōskolos; Creta, XVII secolo – XVII secolo) è stato un drammaturgo greco, di famiglia oriunda veneziana.
È noto esclusivamente per la commedia Fortunato (1669), ispirata a modelli italiani e caratterizzata dal lieto fine.